# Reichenbachia chiricahuensis
Reichenbachia chiricahuensis är en skalbaggsart som beskrevs av Achille Raffray 1904. Reichenbachia chiricahuensis ingår i släktet Reichenbachia och familjen kortvingar. Inga underarter finns listade i Catalogue of Life.